# Carnidae
Carnidae Newman, 1834, è una piccola famiglia di insetti dell'ordine dei Ditteri (Brachycera: Cyclorrhapha: Acalyptratae). Rappresentata in gran parte nella regione oloartica, comprende prevalentemente specie saprofaghe, di cui le più conosciute sono associate ai nidi degli uccelli, nei quali vivono come saprofagi o secondariamente zooparassite.

## Descrizione

### Adulto
Gli adulti hanno corpo di piccole dimensioni, lungo 1 - 2,4 mm, con livrea lucente di colore nerastro.
Il capo è globoso, con fronte larga, provvisto di antenne brevi, con primo flagellomero breve e globoso. Le antenne sono spesso alloggiate in due profonde depressioni. La chetotassi della regione fronto-orbitale comprende da sei paia di setole fronto-orbitali, di cui quattro paia periorbitali e un paio interfrontale, quest'ultimo disposto sopra la lunula; le due paia periorbitali inferiori sono inclinate all'interno (medioclinate), le due superiori all'esterno (lateroclinate). Le setole verticali interne ed esterne e le ocellari sono robuste, le postocellari sono assenti o deboli; in quest'ultimo caso possono essere leggermente divergenti o parallele o, più raramente, convergenti. Nella parte inferiore del capo sono presenti un paio di vibrisse, 3-4 paia di robuste setole sottovibrissali ("pseudovibrisse") e, in genere, una fila di setole genuali. L'apparato boccale è fornito di palpi mascellari molto piccoli e di labbro inferiore con labella generalmente ridotti, solo eccezionalmente lunghi; particolarmente ampio è invece il premento, di consistenza membranosa.
Il torace presenta una chetotassi così composta:
- sul pronoto: presenti o assenti un paio setole acrosticali prescutellari e un paio di dorsocentrali presuturali; presenti 1-2 paia di dorsocentrali postsuturali e un paio di setole scutellari;
- su ogni lato del pronoto: presenti una setola omerale, a volte accompagnata da altre più brevi, due notopleurali, una presuturale, una sopralare, una postalare;
- sulle pleure: in genere almeno una setola sia sull'episterno dorsale sia sull'episterno ventrale.

Le zampe presentano una o più setole lunghe e robuste sul lato posteriore dei femori anteriori, mentre le tibie sono prive delle caratteristiche setole dorsoapicali presenti spesso negli Acaliptrati.
In merito alla venatura, facendo riferimento ai tre generi di maggiore importanza, Hemeromyia presenta una venatura abbastanza completa (in relazione alla nervatura ricorrente negli Acaliptrati), con vene trasversali ben distanziate, Meoneura e Carnus presentano invece vene trasversali prossime alla base o in parte assenti e una semplificazione delle nervature posteriori fino alla scomparsa delle cellule posteriori nel genere Carnus. La costa si estende fino alla terminazione di R4+5, in Carnus e Meoneura, o della media in Hemeromyia. In genere sono presenti entrambe le fratture: la frattura subcostale, appena prima della congiunzione con il ramo anteriore della radio (R1), la frattura omerale, appena dopo la congiunzione della vena omonima con la costa. La frattura costale può anche essere rappresentata da un leggero assottigliamento, come avviene nel genere neotropicale Neomeoneurites. La subcosta è completa o meno ma sempre poco robusta o quasi evanescente. La radio si divide nei tre rami R1, R2+3 e R4+5, il primo breve e confluente entro la metà basale del margine costale, gli altri ben sviluppati. Nella maggior parte della famiglia il ramo R2+3 forma una curvatura con convessità rivolta verso il margine costale, mentre in Carnus ha una curvatura con concavità verso il margine costale. La media è ben conformata in Hemeromyia, poco robusta in Meoneura, molto debole o quasi evanescente in Carnus. La cubito presenta sempre il ramo CuA1, mentre il ramo CuA2 è presente solo in Hemerobyia. La vena anale è presente e ben conformata in Hemerobyia e Meoneura, assente in Carnus.
Per quanto riguarda le vene trasversali posteriori, la radio-mediale è presente in tutta la famiglia, posizionata più verso la base in Carnus e Meoneura; le medio-cubitali sono presenti e ben distanziate in Hemerobyia, presenti ma strettamente ravvicinate alla base dell'ala in Meoneura, del tutto assenti in Carnus. In conseguenza di queste conformazioni, nei tre generi si evidenziano sostanziali differenze nella presenza e nello sviluppo delle cellule posteriori:
- prima cellula basale (br): presente in tutta la famiglia, ma relativamente corta in Meoneura e, soprattutto, in Carnus;
- seconda cellula basale (bm): chiusa ma breve in Hemerobyia e Meoneura, aperta in Carnus;
- cellula discale (dm): presente e lunga in Hemeromyia, presente ma corta in Meoneura, assente in Carnus;
- cellula anale (cup): chiusa in Hemeromyia, aperta in Meoneura, assente in Carnus.

L'addome si presenta composto da cinque uriti apparenti in entrambi i sessi e cerci fusi nella femmina. Nel maschio, gli scleriti dei segmenti 6-8 sono leggermente sclerificati, più o meno fusi e asimmetrici. Nella femmina, gli scleriti del sesto segmento sono più o meno sviluppati e i segmenti 7-10 sono retrattili telescopicamente e leggermente sclerificati, ad eccezione dell'ottavo, completamente membranoso. Singolare è l'aspetto dell'addome nel genere Carnus che si presenta marcatamente rigonfio e, a causa della forte riduzione degli scleriti, di consistenza membranosa.

### Stadi giovanili
La larva è relativamente semplice, apoda e di forma cilindrica, leggermente conformata a S, con i primi due segmenti ricurvi e con piccole protuberanze nell'ultimo segmento. Gli spiracoli sono ubicati sul primo segmento toracico e sull'ultimo addominale e sono provvisti di protuberanze digitiformi.
Il pupario è cilindrico, a forma di barilotto, di colore nero.

## Habitat e biologia
Adulti di Carnidae, secondo le specie, si rivengono in genere nei nidi di uccelli e sulle piume, sugli escrementi, sul letame, sulle carogne oppure su infiorescenze delle piante, in particolare della famiglia delle Apiaceae. Il comportamento della maggior parte dei Carnidae non è tuttavia noto a causa della difficoltà di raccolta di questi ditteri. Alcune specie associate ai nidi degli uccelli si sono saprofaghe, come nel genere Meoneura, oppure manifestano un regime alimentare più complesso, intermedio fra il parassitismo e la saprofagia. Le larve sono per lo più saprofaghe e si sviluppano in vari tipi di materiale organico morto in decomposizione.
Ben conosciuto è il comportamento di Carnus hemapterus. Gli adulti di questa specie, associata agli uccelli, si rinvengono raramente all'aperto e sono comuni negli allevamenti avicoli, nei nidi formati all'interno di cavità naturali e nei cavi degli alberi oppure costruiti sulle piante. Non si rinvengono mai, invece, in altri tipi di nido, come quelli formati sul terreno o nelle aree umide. Le larve si alimentano a spese dei detriti organici umidi che si depositano nel nido. Lo svernamento si svolge in genere allo stadio di pupa negli stessi siti e gli adulti sfarfallati si spostano su nuovi nidi. Una volta insediati, si strappano le ali, di cui resta un breve frammento basale. All'interno del nido si nutrono di sangue e, soprattutto, secrezioni cutanee, a spese sia degli adulti, durante la cova, sia dei pulli, durante la loro permanenza nel nido.

## Sistematica e filogenesi
La posizione sistematica dei Carnidae, come per molti altri Acalyptratae, è rimasta per lungo tempo controversa. In passato il raggruppamento è stato trattato sia come sottofamiglia dei Milichiidae sia come famiglia autonoma, ma dagli anni settanta in poi ha definitivamente prevalso la classificazione in una famiglia autonoma. A partire da questo periodo, la controversia più rilevante, in merito alla tassonomia dei Carnidae, si identificava nella posizione sistematica del genere Australimyza. Questo genere, originariamente classificato fra i Milichiidae, fu incluso da Colless & D.K. McAlpine (1970) nella famiglia dei Carnidae e tale posizione fu mantenuta dagli Autori australiani anche nei loro successivi lavori. Contemporaneamente, Griffiths (1972) separò il genere Australimyza dai Carnidae trattandolo in una separata famiglia. Nel Manual of Palaearctic Diptera, Papp (1998) asserisce erroneamente che il genere Australimyza fu considerato da J.F. McAlpine (1989) fra i Carnidae, ma in realtà questa collocazione sistematica era sostenuta solo dall'omonimo australiano David McAlpine: la separazione di Australimyza dai Carnidae era infatti sostenuta anche dal canadese James McAlpine, che nel Manual of Nearctic Diptera concordava con Griffiths, pur attribuendo al genere affinità sia con i Milichiidae sia con i Carnidae.
In merito alle relazioni filogenetiche, l'affinità morfologica fra i Carnidae e i Milichiidae fa ritenere che queste famiglie siano strettamente correlate, anche se tale posizione non è pienamente condivisa: Colless & D.K. McAlpine (1970), infatti, consideravano le due famiglie filogeneticamente distanti, al punto da classificare i Carnidae fra gli Opomyzoidea e i Milichiidae fra i Drosophiloidea. La maggior parte degli Autori che si sono occupati di filogenesi degli Schizophora ribadiscono tuttavia l'appartenenza delle due famiglie ad un clade comune. Griffiths (1972) individuava, nell'ambito della prefamiglia Tephritoinea, un gruppo di famiglie correlate comprendente Carnidae, Milichiidae, Chloropidae, Risidae e, come clade primitivo, gli Acartophthalmidae. Willi Hennig (1973) trattava come affini le famiglie Carnidae, Milichiidae e Chloropidae, includendole nella stessa superfamiglia, quella dei Chloropoidea. J.F. McAlpine (1989) approfondisce l'analisi cladistica e individua una relazione più complessa comprendendo Carnidae, Chloropidae e Milichiidae in uno stesso clade identificato con la superfamiglia dei Carnoidea:
|  | Cryptochetidae+Chloropidae+Milichiidae |
|  |                                        |
|  | Canacidae sensu lato                   |
|  |                                        |

|  | Australimyzidae |
|  |                 |
|  | Carnidae        |
|  |                 |

|  | Cryptochetidae+Chloropidae+Milichiidae |
|  |                                        |
|  | Canacidae sensu lato                   |
|  |                                        |

|  | Australimyzidae |
|  |                 |
|  | Carnidae        |
|  |                 |

J.F. McAlpine stabilisce la monofilia della famiglia Carnidae sulla base di otto autapomorfie riguardanti la chetotassi cefalica, le setole omerali, la pubescenza della membrana laterale dell'addome del maschio, la fusione dei cerci nella femmina e, infine, due caratteri relativi alle armature genitali del maschio.
La famiglia comprende circa 90 specie viventi conosciute, ripartite fra cinque generi:
- Carnus Nitzsch, 1818 (=Cenchridobia Schiner, 1862): cinque specie.
- Enigmocarnus Buck, 2007: una specie.
- Hemeromyia Coquillett, 1902 (=Paramadiza Melander, 1913): otto specie.
- Meoneura Rondani, 1856 (=Agrobia Lioy, 1864, Anisonevra Lioy, 1864, Psalidotus Becker, 1903): 74 specie.
- Neomeoneurites Hennig, 1972: due specie.

Nella famiglia è inoltre compreso il genere estinto Meoneurites Hennig, 1965, strettamente correlato al genere vivente Neomeoneurites. Due sono le specie fossili conosciute di questa famiglia:
- Meoneurites enigmatica Hennig, 1965: ritrovata nell'ambra baltica, risale al periodo compreso fra l'Eocene e l'Oligocene.
- Meoneura vieja Grimaldi, 1997: ritrovata nell'ambra dominicana, risale al Miocene.

## Distribuzione
La famiglia è rappresentata in tutte le regioni zoogeografiche della Terra, ad eccezione dell'ecozona australasiana. La presenza di gran parte delle specie si rileva tuttavia nella regione oloartica, con una particolare concentrazione nel Paleartico occidentale. Poche sono le specie presenti nell'ecozona orientale, in quella afrotropicale e in quella neotropicale. Per quanto concerne la regione australasiana, una volta separato il genere Australimyza in una famiglia distinta, i Carnidae risulterebbero al momento assenti in questa parte della Terra. Non vi è tuttavia incertezza sull'effettiva assenza, in quanto in una collezione sarebbe presente un esemplare non classificato, presumibilmente del genere Meoneura, raccolto in Nuova Zelanda. La questione è, in ogni modo, alquanto incerta anche in merito all'effettiva provenienza di questo esemplare. Nel complesso, la distribuzione della famiglia è così ripartita:
- Ecozona paleartica: 67 specie
- Ecozona neartica: 20 specie
- Ecozona afrotropicale: 7 specie
- Ecozona neotropicale: 4 specie
- Ecozona orientale: 3 specie.

Alcune specie hanno un areale che abbraccia due o più regioni zoogeografiche: si tratta per lo più di specie a distribuzione oloartica, oppure presenti in regioni ubicate ai limiti fra il Paleartico, la regione orientale e la regione afrotropicale.
In Europa è presente la metà delle specie conosciute di questa famiglia. Il catalogo Fauna Europaea registra la presenza di 35 specie del genere Meoneura, 3 specie del genere Hemeromyia e una specie del genere Carnus. Quest'ultima è Carnus hemapterus, la più conosciuta della famiglia, presente anche nel Neartico. In realtà, secondo gli ultimi aggiornamenti, il numero di specie segnalate in Europa ammonta a 45.
In Italia sono segnalate solo la già citata Carnus hemapterus e Meoneura obscurella, anche quest'ultima di ampia distribuzione. Entrambe le specie sarebbero presenti solo nell'Italia settentrionale.